# Franciszek Bielicki
Franciszek Bielicki (ur. 15 lipca 1921 w Tczewie, zm. 11 stycznia 1999 we Wrocławiu) – polski chirurg, profesor i rektor Akademii Medyczynej we Wrocławiu.

## Życiorys
Urodził się i wychował na Pomorzu. Po zakończeniu działań wojennych osiedlił się we Wrocławiu, gdzie ukończył studia w Akademii Medycznej. Po uzyskaniu stopnia magistra zatrudniony w macierzystej uczelni jako asystent. Jednocześnie pracował w Państwowym Szpitalu Klinicznym nr 3 we Wrocławiu. Specjalizował się w chirurgii. Pełnił obowiązki prorektora Akademii Medycznej ds. rozwoju uczelni.
W 1968 przystąpił do Stronnictwa Demokratycznego. Zasiadał w jego władzach regionalnych i krajowych, w 1981 objął funkcję przewodniczącego Wojewódzkiego Komitetu we Wrocławiu, którą sprawował do czasów transformacji politycznej. Był wieloletnim radnym Dzielnicowej Rady Narodowej Wrocław Śródmieście, Rady Miejskiej Wrocławia oraz Wojewódzkiej Rady Narodowej.
Działał w Towarzystwie Chirurgów Polskich. Za pracę społeczną odznaczony Krzyżem Komandorskim Orderu Odrodzenia Polski.
Został pochowany na Cmentarzu Świętej Rodziny we Wrocławiu.

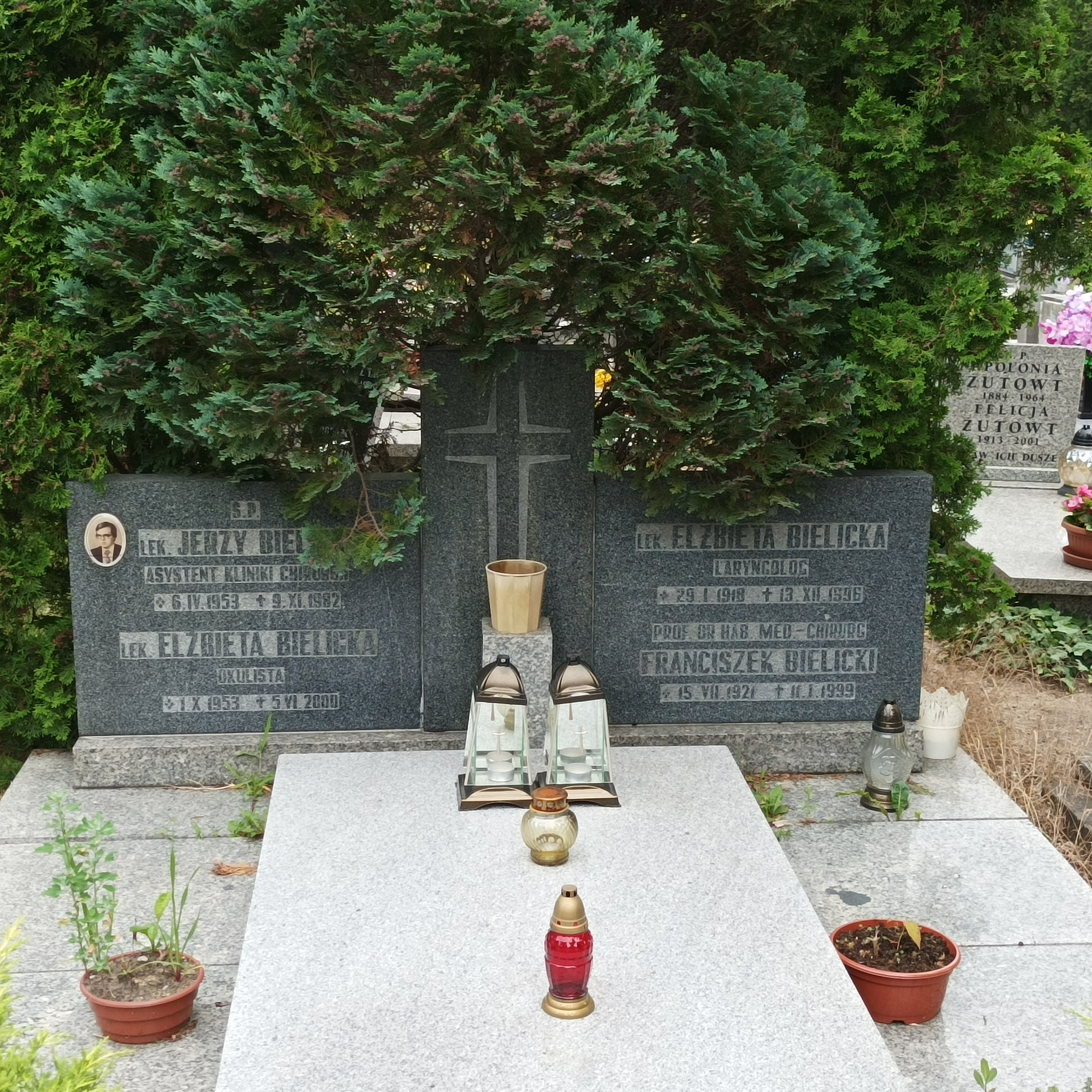
Grób prof. Franciszka Bielickiego na Cmentarzu Świętej Rodziny we Wrocławiu